# Kåre Hovda
Kåre Hovda (Veggli, 24 de enero de 1944–Rødberg, 13 de febrero de 1999) fue un deportista noruego que compitió en biatlón. Su hermano Kjell también compitió en biatlón.
Ganó una medalla de bronce en el Campeonato Mundial de Biatlón de 1974, en la prueba por relevos. Participó en los Juegos Olímpicos de Sapporo 1972, ocupando el cuarto lugar en la misma prueba.

## Palmarés internacional
| Campeonato Mundial | Campeonato Mundial | Campeonato Mundial | Campeonato Mundial |
| Año                | Lugar              | Medalla            | Prueba             |
| ------------------ | ------------------ | ------------------ | ------------------ |
| 1974               | Minsk (URSS)       | Medalla de bronce  | Relevos            |